# Médina de Marrakech
La médina de Marrakech est une médina marocaine, cœur historique de Marrakech. Elle forme un des cinq arrondissements que compte la commune urbaine de Marrakech.
Comme la plupart des vieilles villes marocaines, la médina de Marrakech est ceinte par des remparts qui délimitent spatialement la vieille ville de la nouvelle. Cette muraille est percée de plusieurs portes plus ou moins monumentales. Les quartiers de la médina peuvent porter le nom de la porte voisine, d'une zaouïa, d'un mausolée, d'une mosquée, d'un palais ou d'un cimetière s'y trouvant, d'un axe de circulation, ou un nom traditionnel. La médina de Marrakech accueille aussi les souks de Marrakech.

## Quartiers de la médina

### Sud de la médina

#### Kasbah
La Kasbah forme un vaste quartier situé au sud-ouest de la médina. Il abrite notamment les Tombeaux saadiens. Sa principale artère est la rue de la Kasbah.

#### Derb Chtouka
Derb Chtouka est un petit quartier situé à l'extrémité sud-ouest de la médina.

#### Moulay El Yazid
Moulay El Yazid est un petit quartier situé dans le quartier de la kasbah. Il est adossé au rempart sud-ouest de la médina.

#### Bab Agnaou
Adjacent à la porte du même nom, ce petit quartier qui constitue l'entrée du quartier de la kasbah est articulé autour de la rue Touareg. Aussi, il est parfois connu sous le nom de quartier Touareg.

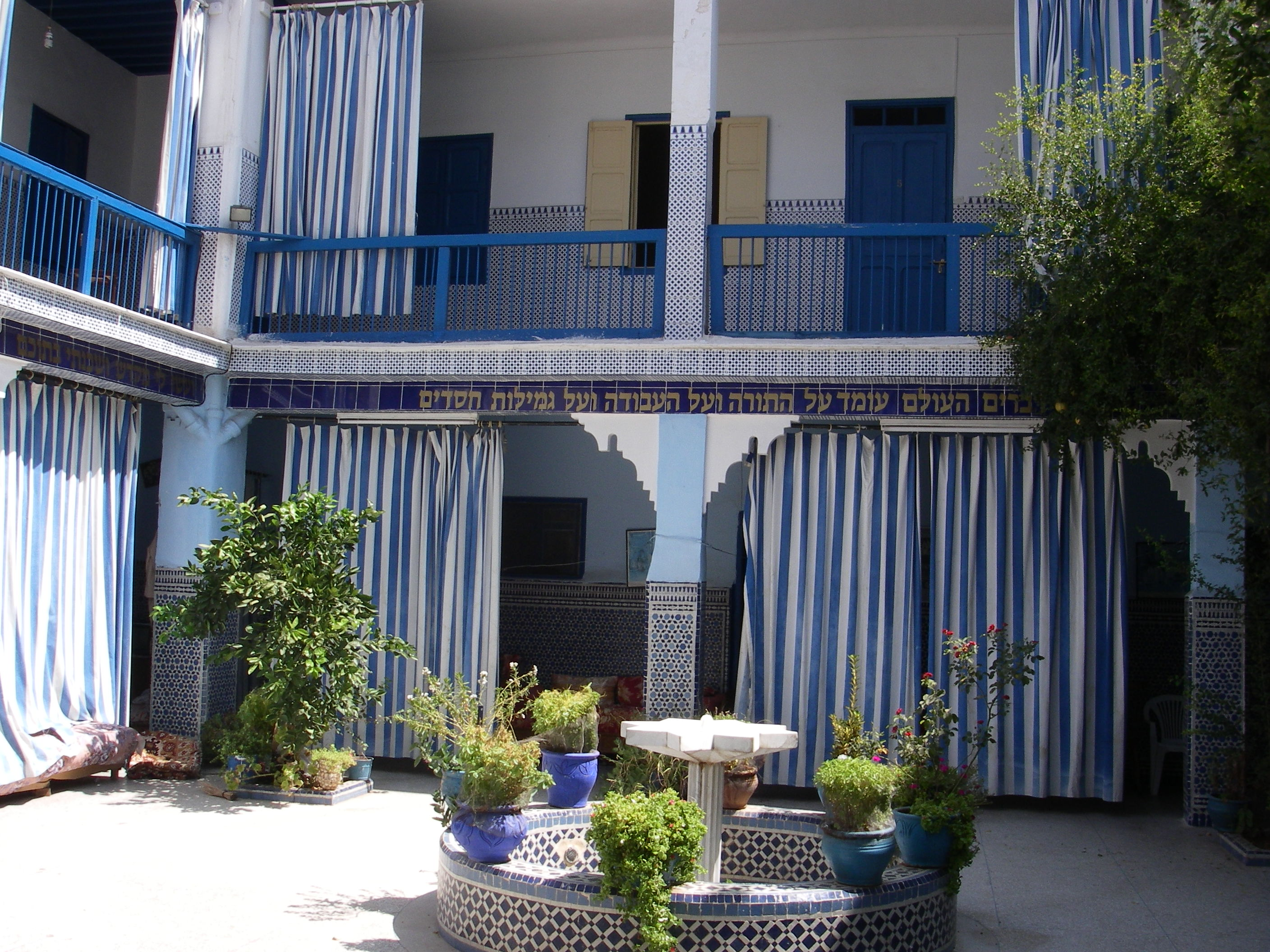
Cour intérieure de la Synagogue Salat Al Azama, la plus ancienne de la ville.

#### Mellah de Marrakech
Fondé en 1558 par le sultan Abdallah el-Ghalib de la dynastie saâdienne, il regroupait jusqu'au XXe siècle la communauté juive de Marrakech, qui, bénéficiant de la proximité du Mechouar (le palais royal), y jouissait d'une certaine sécurité . C'était jusque dans les années 2010 un quartier pauvre, où de nombreuses maisons demeurées vacantes à la suite du départ de la communauté juive tombaient en ruine ou faisaient l'objet d'occupations illégales. À la suite d'une vaste opération de réhabilitation, le quartier bénéficie d'un nouvel engouement.

#### Jnane El Afia
Comptant parmi les rares quartiers contemporains de la médina, le quartier de Jnane El Afia (littéralement "les jardins du bien-être") ont été bâtis pendant le protectorat, période pendant laquelle il portait le nom de "Quartier de l'habitat". Voisin du mellah, il logeait les familles juives souhaitant quitter les logements traditionnels pour bénéficier du confort moderne. Depuis le départ de la communauté juive, les barres résidentielles de Jnane El Afia hébergent principalement des familles musulmanes.

#### Berrima
S'articulant autour de la rue Berrima et la mosquée du même nom, ce quartier se situe au sud du mellah.

#### Bab Hmar
Bab Hmar est le quartier adjacent à la porte du même nom. Relativement isolé du reste du tissu urbain de la médina, il bénéficie de la proximité du palais royal.

### Centre-sud

#### Riad Zitoun
Ce grand quartier s'articule autour des deux artères portant ce nom, les rues Riad Zitoun El Jdid et Riad Zitoun El Qdim. C'est un quartier touristique et commerçant. Ces deux artères abritent de nombreux restaurant, bazars et concept-stores.

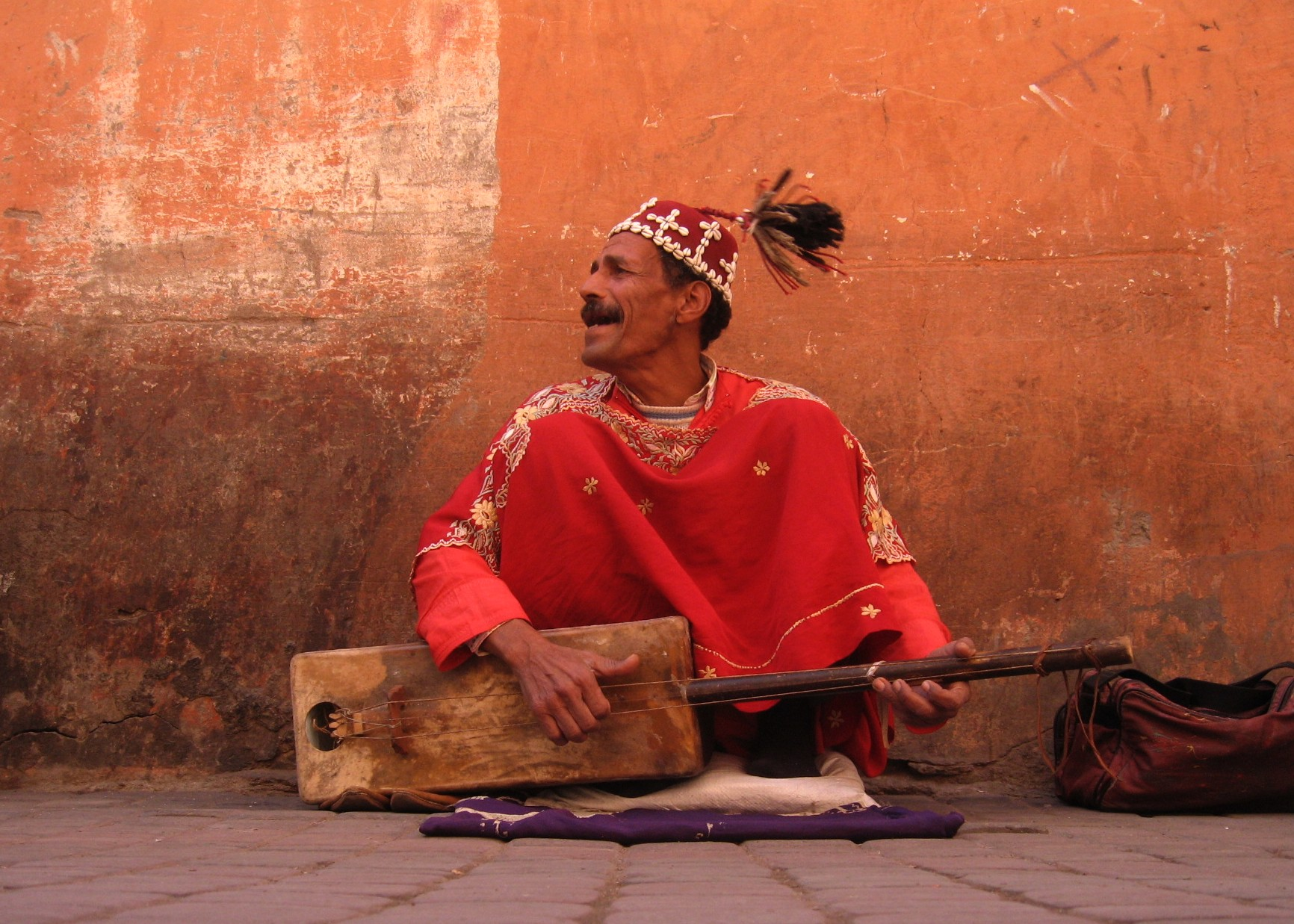
Joueur de guembri dans la rue Riad Zitoun El Qdim.

#### Sidi Mimoun
Situé à l'extrémité ouest de la médina, ce quartier bénéficie de la proximité de la place Jemaa el-Fna, de La Mamounia et de celle du nouveau palais royal. On y trouve l'ancien cimetière almoravide. Sa situation et le fait que ce quartier soit parmi les rares de la médina à abriter des rues propices à la circulation automobile font de Sidi Moumen un nœud pour le réseau de bus de la ville.

#### Arset El Bilk
Ce quartier se situe autour du jardin Arset El Bilk. Il se situe au sud de la Place Jemaa el-Fna et au nord-est de Sidi Mimoun. Il abrite un nœud majeur pour le réseau de bus de la ville.

#### Arset El Maâch
Situé au sud de l'avenue Hoummane El Fetouaki donnant accès à la place des Ferblantiers, ce quartier était autrefois occupé par un vaste espace vert portant ce nom. On y trouve désormais l'école Al-Badii et lycée collégial Ibn al-Banna al-Mourrakouchi ainsi que l'académie régionale.

### Centre

#### El Ksour
Situé au nord-ouest de la Place Jemaa el-Fna, délimité au nord par la rue Sidi El Yamani et à l'est par la rue Souk El Ksour, ce quartier abrite de nombreux riads exploité comme maisons d'hôtes. À l'ouest du quartier se trouve le centre artisanal de la ville.

#### Derb Dabachi
Ce quartier s'articule autour de la rue Derb Dabachi, importante artère commerçante de la médina débouchant sur la place Jemaa el-Fna. Le nom de cette rue est lié à la fascination des Saâdiens pour la culture ottomane. Il s'agit d'une transformation dialectale du terme turc Ogdabachi, désignant un grade dans la hiérarchie militaire ottomane.

#### Kennaria

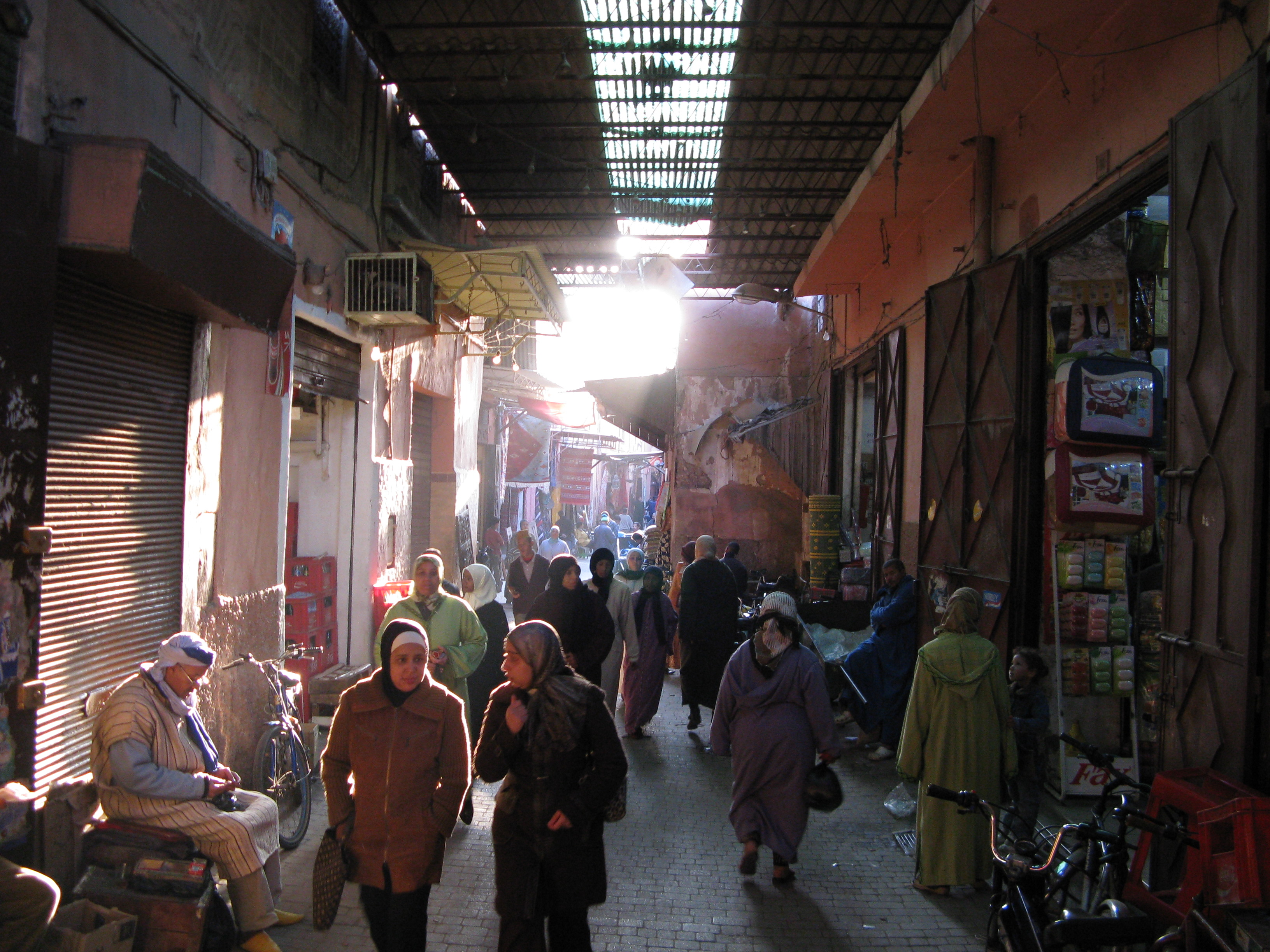
Ruelle typique des souks de Marrakech.

#### Souks
Les Souks de Marrakech forment le poumon commercial et touristique de la vieille ville de Marrakech. Ils se subdivisent en plusieurs souks, regroupés par corps de métiers et corporations. Le plus important est Souk Semmarine. Ils se situent au nord de la Place Jemaa el-Fna.

#### Rahba El Kdima
Située au nord de la place Jemaa el-Fna, la place de Rahba El Kdima, aussi connue des touristes sous le nom de "place des épices", abritait jusqu'au début du XXe siècle le marché aux esclaves de la ville. Cette place triangulaire est désormais occupée par de nombreux commerces d'artisanat et bordée de cafés.

#### Mouassine
Ce quartier s'articule autour de la Mosquée El Mouassine datant du XIIe siècle. Il se situe au nord des souks de Marrakech, à l'est de Dar el Bacha et au nord-ouest de Rahba El Kdima. On y trouve notamment le Jardin secret, palais du XIXe siècle récemment réhabilité.

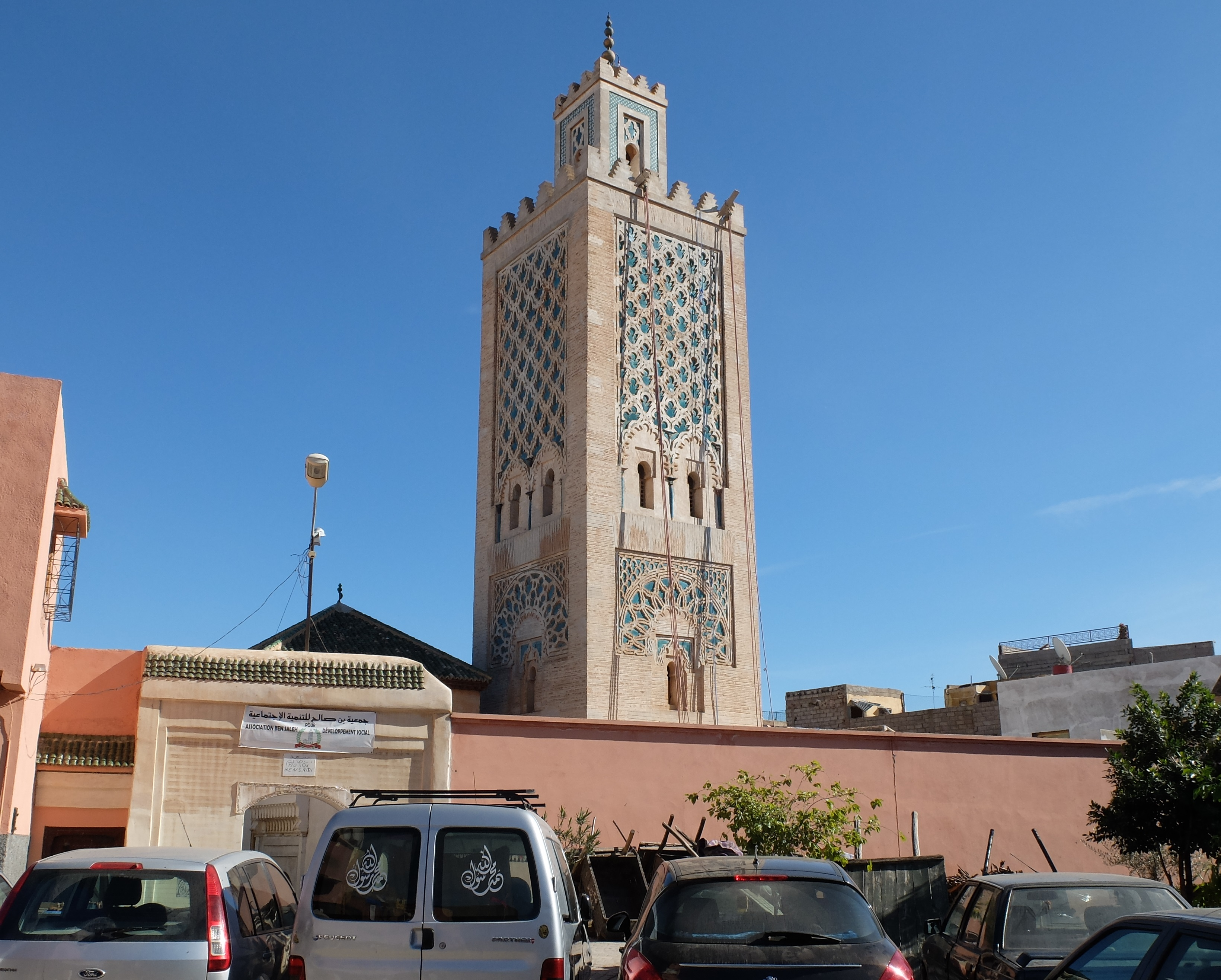
La mosquée Ben Salah.

#### Ben Saleh
Situé au cœur de la médina, le quartier de Ben Saleh s'articule autour de la mosquée Ben Salah d'époque mérinide (XIVe siècle) et de la rue Toualat Ben Saleh, qui débouche sur la rue Derb Dabachi.

#### Kaât Benahid
Le quartier Kaât Benahid se situe au nord de la Mosquée El Mouassine et du quartier de Rahba El Kdima. Il est délimité au sud par la rue Azbezt et à l'est par la rue Tachenbacht. Les principales attractions se concentrent au nord-ouest du quartier. Il s'agit de la Médersa Ben Youssef, de la Coupole almoravide et du Musée de Marrakech.

### Centre-nord

#### Rmila
Ce quartier est délimité à l'est par la rue Dar El Bacha, au sud-ouest par la rue Lalla Fatima Zahra et au nord par la rue Sidi Abdelaziz. À l'extrémité ouest de ce petit quartier résidentiel comptant désormais une forte proportion de riads touristique se trouve la Mosquée Bab Doukkala.

#### Bab Doukkala
Ce quartier porte le nom de la porte Bab Doukkala, importante porte située au nord-est de la médina. L'artère principale du quartier Bab Doukkala est la rue Bab Doukkala (appelée localement Toualat Bab Doukkala), où les commerces sont nombreux. Longue de 350 mètres, la rue débouche sur la Mosquée Bab Doukkala, importante mosquée datant de l'époque sâadienne (XVIe siècle). Longeant le rempart côté nord, perpendiculairement à la rue Bab Doukkala, la rue Boutouil mène à la porte située plus au nord, la petite Bab Moussoufa.

#### Dar El Bacha
Dar El Bacha porte le nom du vaste palais éponyme, bâti par Thami El Glaoui, le pacha de Marrakech, aux alentours de 1912. Ce vaste et luxueux palais a été réquisitionné à l'indépendance par la famille royale et héberge occasionnellement ses hôtes de marque. Une petite partie du musée a été ouverte au public en 2017 et abrite désormais le Musée des confluences de Marrakech.

### Nord

#### Arset Tihiri
Ce quartier à dominante résidentielle est attenant au rempart nord-ouest de la ville. Il se situe au sud du quartier de Diour Jdad, au nord-est du quartier de Bab Doukkala, duquel il est délimité par la rue El Gza, et au nord-ouest du quartier Sidi Ben Slimane El Jazouli.

#### Kaâ El Machraâ
Créé au XIXe siècle, ce quartier résidentiel compte parmi les plus récents de la médina. Il se situe à l'extrémité nord de la vieille ville, à l'ouest de Bab El Khemis.

#### Zaouia Abbassiya

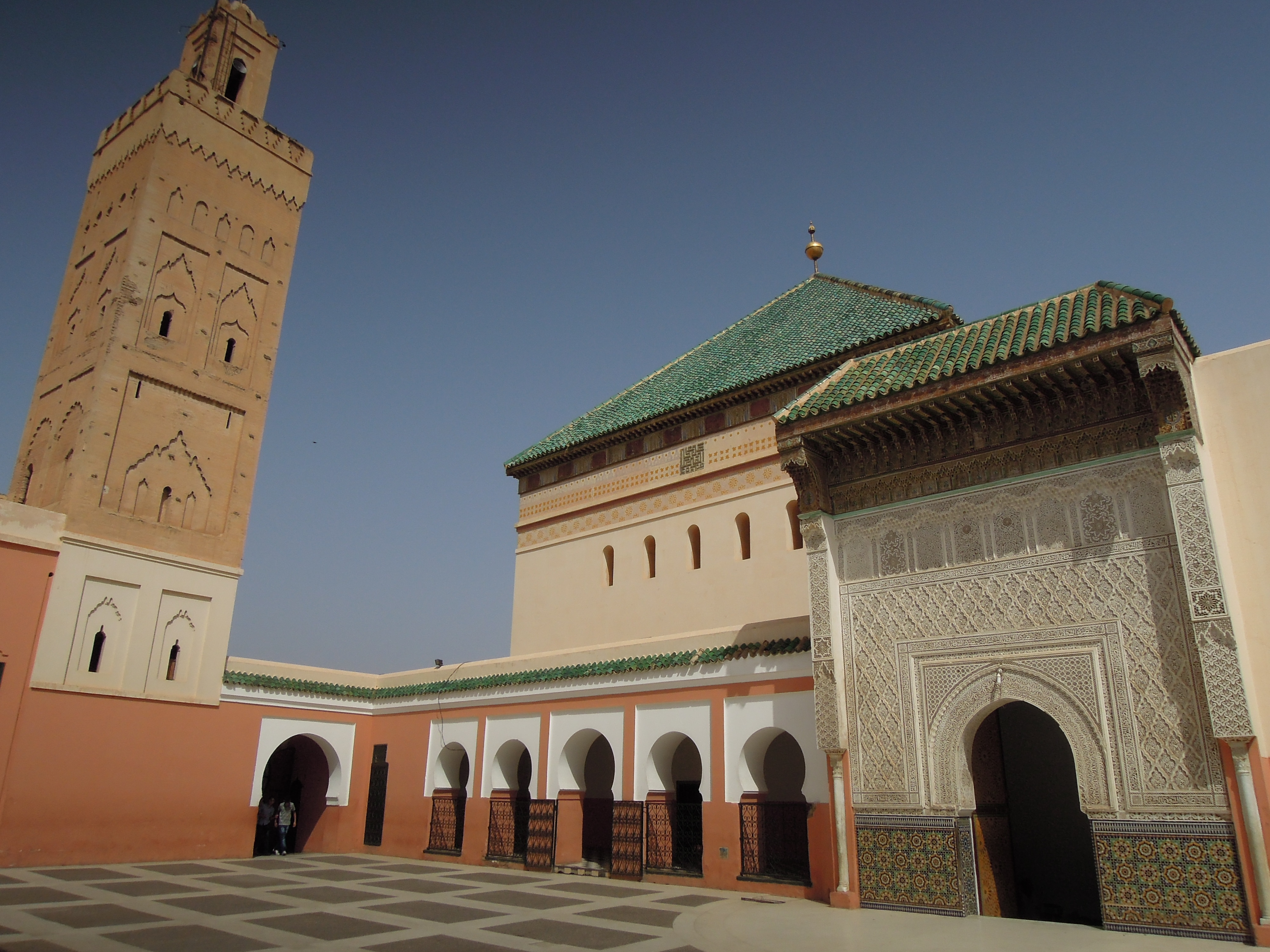
Vue de la cour extérieure (dass), du minaret de la mosquée et de l'entrée du sanctuaire de la zaouïa

Situé au nord de la médina, ce quartier s'articule autour de la Zaouia de Sidi Bel Abbès, où est enterré le saint Abu al-Abbas as-Sabti, un des sept saints de Marrakech.

#### Bab El Khemis
Situé à l'extrémité nord de la médina, ce quartier est mitoyen de la porte Bab El Khemis. Le plus grand marché aux puces de la ville s'y tient.

#### Diour Jdad
Ce quartier à dominante résidentielle est attenant au rempart nord-ouest de la ville.

#### Kbour Chou
Ce nom de ce quartier est une contraction de l'arabe Qubūr al-Šuhadā', qui signifie "Les tombes de martyrs". Il s'agit d'un quartier pauvre de la médina à dominante résidentielle situé au nord-ouest de la ville.

#### Sidi Ben Slimane El Jazouli
Situé au nord-ouest de la médina, ce quartier s'articule autour de la zaouïa de Sidi Ben Slimane al-Jazouli, ou Zaouïa Jazoulia, dédiée à Sidi Ben Slimane El Jazouli, un des sept saints de Marrakech.

#### Assouel
Situé dans le nord de la médina, ce quartier résidentiel est délimité à l'ouest par l'hôpital El Antaki et à l'ouest par Bab Taghzout.

#### Kechiche
Ce quartier est adjacent à la porte Bab Kechich située au nord-est de la vieille ville. On y trouve le stade de la Mouloudia de Marrakech, l'hôpital al-Antaki et le collège Abdelmoumen.

### Est

#### Boussekri
Ce quartier est adjacent à la porte Bab Aghmat, située à l'extrémité sud-est de la médina.

#### Bab Debbagh

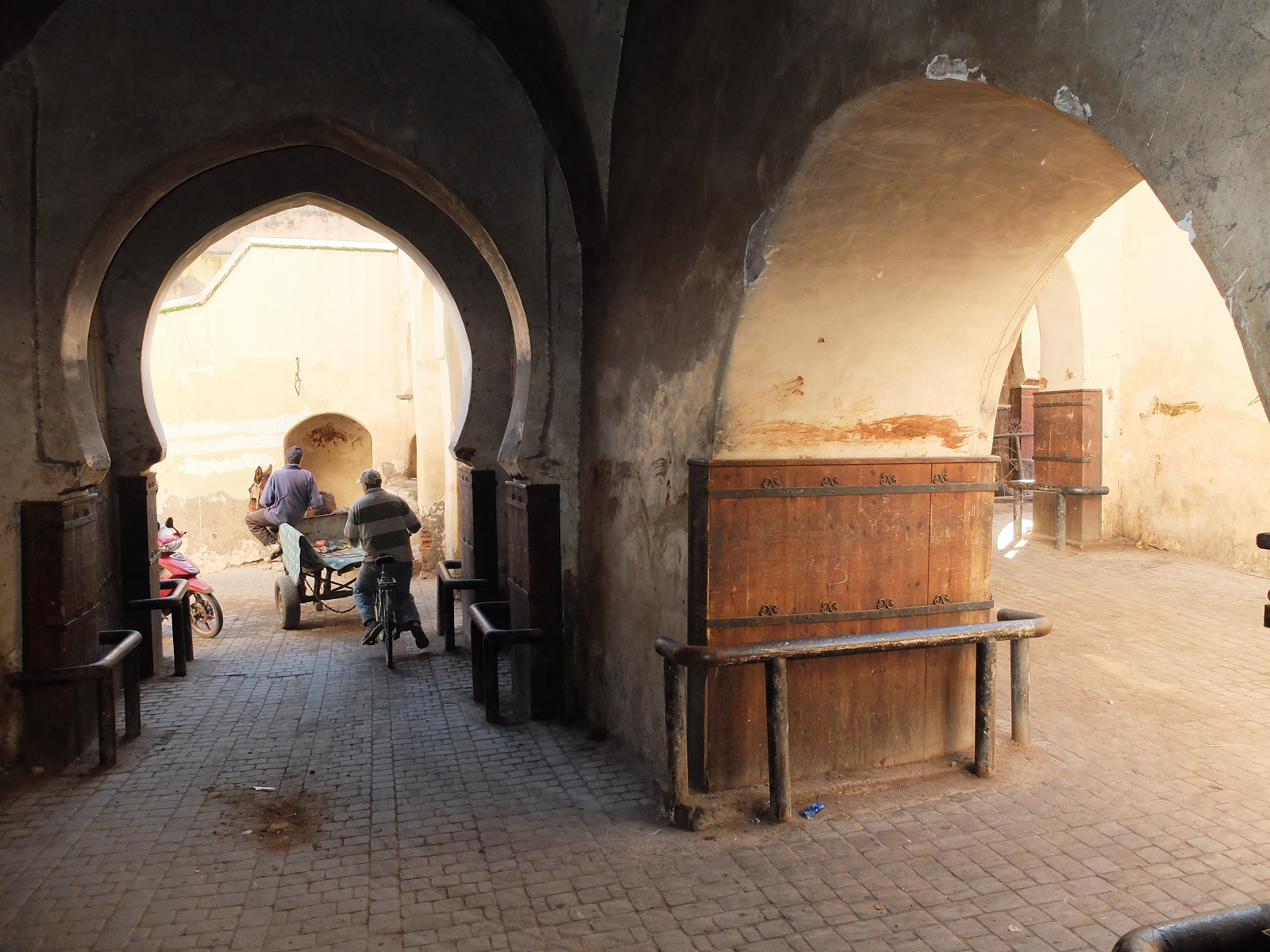
Le passage compliqué de Bab Debbagh.

Ce quartier est adjacent à la porte Bab Debbagh, située à l'est de la médina. Il abrite les tanneries de la vieille ville.

#### Bab Aylan
Ce quartier est adjacent à la porte Bab Aylan, située à l'est de la médina.

#### El Sebtyine
ِCe quartier résidentiel est situé entre Bab Debbagh à l'est et le quartier Kaât Benahid à l'ouest.

#### El Moukf
Le nom de ce quartier vient du fait que pendant longtemps, les journaliers de la ville y faisaient le pied de grue (al-mouqf) en attendant d'être embauchés. Ce quartier est de nos jours encore un des quartiers les plus déshérités de la vieille ville.

#### Arset El Baraka
Situé au sud de Bab Aylan, ce quartier résidentiel est connu pour abriter la tombe du Cadi Ayyad, un des sept saints de Marrakech.

#### Sidi Boutchich
Sidi Bouchich est un quartier situé à l'ouest du lycée Mohammed V. Il s'agit d'un quartier essentiellement composé d'ateliers artisanaux et industriels.

## Inscription au patrimoine mondial de l'Unesco
La médina de Marrakech est inscrite depuis 1985 au patrimoine mondial de l'Unesco. Plusieurs monuments sont inclus dans l'inscription comme la mosquée Koutoubia, les remparts et les portes monumentales, les jardins, divers palais, la médersa Ben Youssef, les tombeaux saadiens, ou encore la place Jemaa el-Fna.

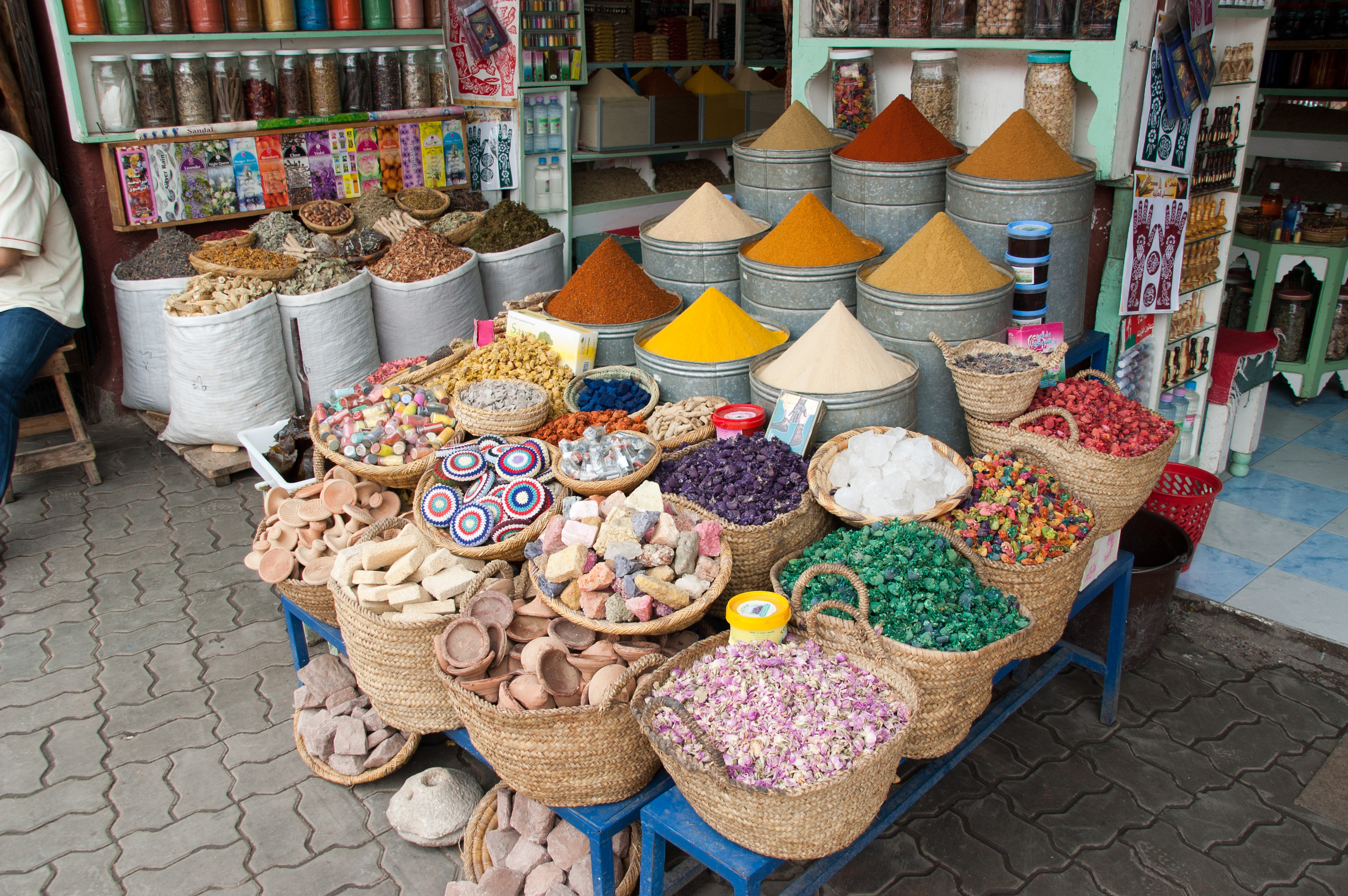
Une échoppe dans l'un des souks de Marrakech.